# 風見城 (下野国)
風見城（かざみじょう）は、栃木県塩谷郡塩谷町風見（下野国塩谷郡）にあった日本の城（山城）。

## 沿革
14世紀前期の頃、君島胤時の子胤重が、風見の地を領して風見氏を名乗って創始し、居城として風見城を築く。
これ以前に、清原成衡が風見の地に逃れ、館を構えていたと伝わるが、この風見館と風見城が、同じ場所のものであるかは不明である。
その事績はほとんど不明であるが、風見氏の主君である宇都宮氏が改易された慶長2年10月13日（1597年11月22日）から間もなく、廃城になったものと考えられている。

## 風見城の位置
風見城について、塩谷町の町史や日本城郭大系では明神山の東護神社が風見城であるとしている。
しかし、以前より、東護神社自体が風見城が存在する以前から存在していた事と合わせて、明神山自体、堀切、横堀、竪堀と言った堀や土塁が一切存在せず、明確な切岸すらもなく城郭遺構の体（てい）を成していない事、また東護神社の縁起によれば、風見城の位置について「社の西に（風見氏）要害有り」（「要害」は山城の別称）と伝えられている事などから、縁起を伝える東護神社の一部氏子や地元の郷土史・城郭研究者などから明神山を風見城とする事に疑問も呈されてきた。
一方で、明治38年に記された栃木県誌の「塩谷郡大宮村東護神社の条」には、「西に要害と称する高峯あり 宝徳天文年間風見四郎左衛門尉に係り旧址猶存せり（きゅうしなおぞんせり）」（原文は全て旧字体）と記されている。実際、東護神社がある明神山の西の山の中には、山の中腹の半独立丘を堀切で区切って形成された単郭の城郭遺構が存在する。つまり、風見城の場所は明神山ではなく、その西側の要害（山城の意）と呼ばれる山である。
明治時代以前より、正確な風見城の位置が伝えられてきたにもかかわらず、なぜ、その後、風見城築城以前から存在する東護神社が風見城と混同されてしまったのか、その経緯は不明である。

## 歴代城主
| 城主                       | 生没年                 |
| -------------------------- | ---------------------- |
| 風見左衛門次郎？           | 乾元元年（1302年）頃？ |
| 風見胤重                   | 14世紀中期頃・築城者？ |
| 風見出雲守                 | 天文17年（1548年）頃   |
| 風見新五郎又は風見源左衛門 | 永禄2年（1559年）頃    |
| 風見播磨守                 | 天正3年（1575年）頃    |